# Erosión laminar

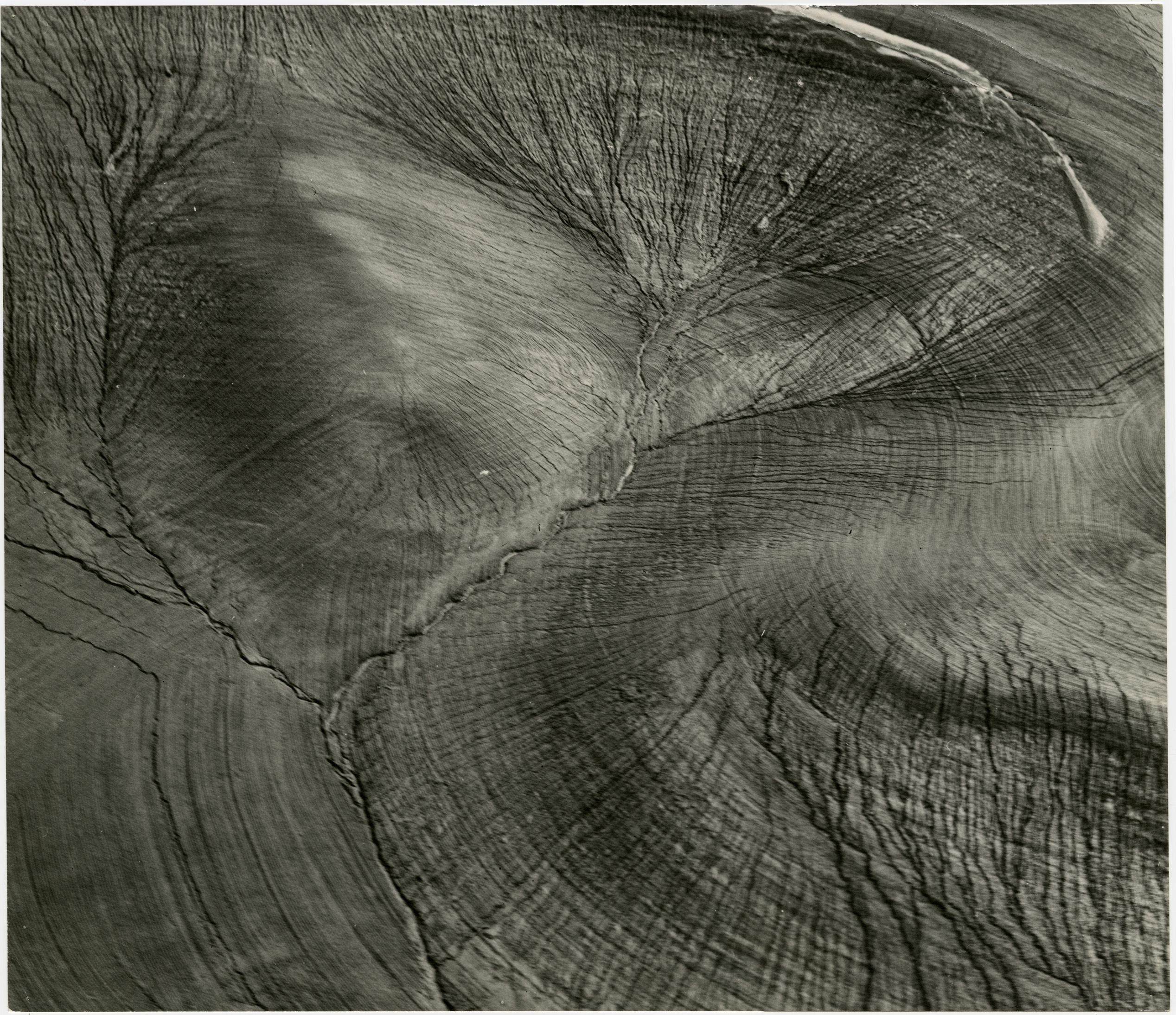
Grave erosión laminar en en las cercanías de Pullman, marzo de 1946. La fotografía fue tomada desde el aire y muestra la pérdida que se produce en tierras de barbecho de verano que se trabajaron intensivamente durante el período de cultivo del año anterior.

La erosión laminar es la erosión uniforme de un sustrato a lo largo de un área amplia. Este proceso que es común en gran parte del planeta tiene relevancia especial en; llanuras costeras, laderas de colinas, llanuras de inundación, playas, llanuras de sabana y llanuras semiáridas. La escorrentía que se mueve de manera bastante uniforme con un espesor parejo sobre una superficie es tubulenta y es la causa de la erosión laminar. La erosión laminar implica que cualquier flujo de agua que provoque la erosión no se canaliza de forma significativa. Si la superficie de una ladera contiene muchas irregularidades, la erosión laminar puede dar paso a la erosión a lo largo de pequeños canales llamados surcos, que luego pueden converger formando cárcavas. Sin embargo, la erosión laminar puede ocurrir a pesar de algunas irregularidades limitadas en el flujo laminar que surgen de terrones de tierra, fragmentos de roca o vegetación.
La erosión laminar se produce en dos pasos. Primero, las salpicaduras de lluvia desalojan pequeñas partículas del sustrato y luego las partículas son arrastradas, generalmente a distancias cortas, por una capa delgada y uniforme de agua (flujo laminar). El transporte por el flujo laminar suele realizarse en distancias pequeñas, lo que significa que la erosión laminar es un proceso de baja magnitud. Sin embargo, la frecuencia con la que esto ocurre a lo largo del tiempo puede ser alta, compensando el pequeño cambio observado en cada episodio individual de erosión laminar. Una inundación laminar se puede distinguir de un flujo laminar ordinario por su magnitud mucho mayor y su frecuencia mucho menor. Varios científicos han asociado las inundaciones laminares con una serie de causas, entre ellas lluvias de alta intensidad, relieve bajo, falta de vegetación, baja permeabilidad del sustrato, fuerte contraste climático entre estaciones, forma de las pendientes y cambio climático. Las inundaciones laminares suelen ser turbulentas, mientras que el flujo laminar puede ser laminar o turbulento.
La erosión laminar es común en campos recientemente arados y en terrenos desnudos donde el sustrato, típicamente suelo, no está consolidado. La pérdida resultante de material por erosión laminar puede provocar la destrucción de valiosas capas superiores del suelo. La hierba dura, como el vetiver, dificulta el desarrollo de la escorrentía. La erosión laminar causada por una sola tormenta puede ser responsable de la pérdida de hasta cien toneladas de pequeñas partículas en un acre. Históricamente algunos autores estadounidenses le han attribuido a la erosión laminar producto de inundaciones una capacidad exagerada de formar glacis (pedimentos) y superficies planas en rocas como esquisto y granito.
Se ha argumentado que a finales de la Era Neoproterozoica, la erosión laminar era un proceso de erosión dominante debido a la falta de plantas en la tierra. Como tal, la erosión laminar puede haber contribuido a dar forma a importantes accidentes geográficos como la Penillanura subcámbrica que cubre gran parte del Escudo Báltico.